# Mouton (astrologie chinoise)
 (signalé en juillet 2025).
Si vous disposez d'ouvrages ou d'articles de référence ou si vous connaissez des sites web de qualité traitant du thème abordé ici, merci de compléter l'article en donnant les références utiles à sa vérifiabilité et en les liant à la section « Notes et références ».
- Archive Wikiwix
- Bing
- Cairn
- DuckDuckGo
- E. Universalis
- Gallica
- Google
- G. Books
- G. News
- G. Scholar
- Persée
- Qwant
- (zh) Baidu
- (ru) Yandex
- (wd) trouver des œuvres sur Wikidata

Pour les articles homonymes, voir Mouton (homonymie), Chèvre (homonymie) et Bouc (homonymie).
Le Mouton (également appelé la Chèvre ou le Bouc) est le huitième animal dans l'ordre d'arrivée qui apparaît dans le zodiaque chinois, lié au calendrier chinois.
En mandarin, « chèvre » et « mouton » sont tous deux sont désignés par le terme de yáng (羊).

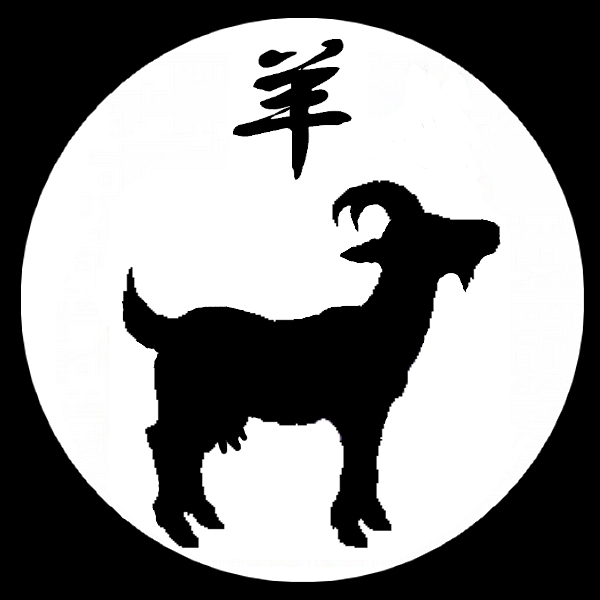
Signe astrologique chinois de la Chèvre.

## Les années et les cinq éléments
Dans le cycle sexagésimal chinois (60 ans), les 12 branches terrestres, sont associées à 10 tiges célestes, composés de la combinaison de 5 éléments naturels par le yin (associé à la femelle) et le yang (associé au mâle). 
Le Mouton est le huitième des douze signes du zodiaque chinois. Comme les autres signes chinois, son occurrence est tous les douze ans.
| Début            | Fin             | Élément         |
| ---------------- | --------------- | --------------- |
| 24 janvier 2039  | 11 février 2040 | Mouton de terre |
| 6 février 2027   | 25 janvier 2028 | Mouton de feu   |
| 19 février 2015  | 7 février 2016  | Mouton de bois  |
| 1er février 2003 | 21 janvier 2004 | Mouton d'eau    |
| 15 février 1991  | 3 février 1992  | Mouton de métal |
| 28 janvier 1979  | 15 février 1980 | Mouton de terre |
| 9 février 1967   | 30 janvier 1968 | Mouton de feu   |
| 24 janvier 1955  | 11 février 1956 | Mouton de bois  |
| 5 février 1943   | 24 janvier 1944 | Mouton d'eau    |
| 17 février 1931  | 5 février 1932  | Mouton de métal |